# НЭВЗ-Керамикс
НЭВЗ-Керамикс — российская компания, созданная в 2011 году компаниями Роснано и НЭВЗ-Союз. Компания выпускает разработанную вместе с СО РАН продукцию из наноструктурированной керамики, применяемую в различных отраслях промышленности, таких как машиностроение, радиоэлектроника, военная, химическая и нефтехимическая промышленность, а также в атомной энергетике и медицине. Головной офис расположен в Новосибирске. В 2021 году Роснано пыталось взыскать с предприятия долги в размере более 700 млн, однако компании пришли к мировому соглашению, однако ФНС Новосибирска инициировало банкротство предприятия.

## Продукция

### Бронекерамика
- Бронеэкипировка для личного состава
- Защита колесной и гусеничной бронетехники
- Защита летающей техники
- Защита морской техники

### Биокерамика
- Зубные протезы
- Тазобедренные имплантаты
- Спинальные имплантаты
- Гранулированная керамика для заполнения полостей

### Керамические подложки и корпуса
Завод производит серийоно керамические подложки (в т.ч. металлизированные) на основе алюмооксидной (Al2O3) и алюмонитридной (AlN) керамики.
- Сырая лента, изготовленная по HTCC-технологии
- Сырая лента, изготовленная по LTCC-технологии
- Корпуса и носители светодиодных чипов

### Керамические элементы для запорной арматуры
- Уплотнительные кольца
- Шаровые краны

### Керамические изоляторы
- Изоляторы для вакуумных дугогасительных камер
- Изоляторы для корпусов силовых полупроводниковых приборов
- Изоляторы электронно-оптических преобразователей[3]

## Достижения в сфере эндопротезирования
В феврале 2015 года компания начала производить межтеловые эндофиксаторы шейного отдела. 2 июня 2015 года в Новосибирском НИИ травматологии и ортопедии была впервые проведена операция с применением эндопротеза отечественного производства. Произведённый компанией протез тазобедренного сустава был бесплатно имплантирован 53-летнему жителю Биробиджана.

## Бронекерамика для боевых платформ
В 2015 году проведены испытания новой керамической брони для боевых платформ Курганец, Бумеранг и Армата, созданной НЭВЗ-Керамикс. В этом же году началось её производство. Техника, показанная на московском параде в честь 70-летия Победы в Великой Отечественной войне, была снабжена новой бронекерамикой компании.

## Дипломы и сертификаты
- Сертификат V Сибирской венчурной ярмарки (2011 год)

Дипломы
- Interra 2012, «За инновационное преобразование производства»
- Interra 2012, New Vision of the Great
- Интерполитех-2012
- Россия инновационная-2012[6]